# Nicholas Westaway
Nicholas "Nic" Westaway (Margaret River, Australia Occidental; 20 de enero de 1989) es un actor australiano, más conocido por haber interpretado a Kyle Braxton en Home and Away.

## Biografía
Es hijo de Roger y Judith Westaway, tiene dos hermanos. Nic creció en Margaret River, Australia Occidental.
Se entrenó en la prestigiosa escuela Western Australian Academy of Performing Arts ("WAAPA") en 2011.
En mayo de 2014 comenzó a salir con la modelo Shenae Gillespie, sin embargo la relación terminó en noviembre de 2015.

## Carrera
Nic apareció en la obra de teatro Cloudstreet de Tim Winton junto a su hermano mayor.
Ha aparecido en obras de teatro como Nana, Anna Karenina y The Kid.
Entre 2008 y 2011 apareció en los cortometrajes Happy Haven dirigido por Jeff Asselin y en Driven donde dio vida a Justin.
El 8 de agosto de 2012 se unió al elenco principal de la exitosa serie australiana Home and Away donde interpretó a Kyle Braxton el medio hermano de Darryl Braxton, Heath Braxton y Casey Braxton, hasta el 21 de abril de 2016 después de que su personaje fuera arrestado y enviado a prisión, luego de echarse la culpa de un robo realizado por Isla Schultz, para cubrirla.
En diciembre de 2015 apareció en el especial "Home and Away: An Eye for An Eye" donde interpretó nuevamente a Kyle Braxton.
En agosto de 2016 se anunció que Nic interpretaría nuevamente a Kyle durante el nuevo especial de la serie "Home and Away: Revenge" el cual sería estrenado el 19 de diciembre del mismo año. Así como en el tercer especial titulado "Home and Away: All or Nothing", el cual fue estrenado el 26 de enero de 2017.

## Filmografía

### Series de televisión
| Año             | Título           | Personaje       | Notas         |
| --------------- | ---------------- | --------------- | ------------- |
| 2017 - presente | We Were Tomorrow | Jonathan Reeves | -             |
| 2012 - 2016     | Home and Away    | Kyle Braxton    | 380 episodios |

### Películas
| Año  | Título                              | Personaje    | Notas                                                                                                |
| ---- | ----------------------------------- | ------------ | --- |
| 2017 | Home and Away: All or Nothing       | Kyle Braxton | junto a Dan Ewing, Diarmid Heidenreich, Kyle Pryor, George Mason, Lisa Gormley y Samantha Jade       |
| 2016 | Home and Away: Revenge              | Kyle Braxton | junto a Dan Ewing, Diarmid Heidenreich, Lisa Gormley, Kyle Pryor, George Mason y Alea O'Shea         |
| 2015 | Home and Away: An Eye for An Eye    | Kyle Braxton | junto a Dan Ewing, Diarmid Heidenreich, Lisa Gormley, Isabella Giovinazzo, Kyle Pryor y George Mason |
| 2017 | Dance Academy: The Movie            | -            | junto a Xenia Goodwin, Jordan Rodrigues, Keiynan Lonsdale, Dena Kaplan, Thomas Lacey y Miranda Otto  |
| 2011 | Bonsai                              | Justin       | corto - junto a Abby Earl, Charlotte Hazzard, Kalliope Rice y Nicole Shostak                         |
| 2011 | Driven                              | Justin       | cortometraje                                                                                         |
| 2009 | Running: A Western Australian Short | Oficial      | corto - junto a John Atman, Nelly Brandsma y Hannah Caskey                                           |
| 2008 | Happy Haven                         | Pete         | cortometraje - junto a Chloe Asselin, Nathan Coenen y Lee Jankowski                                  |

### Teatro
| Año  | Obra                | Personaje     | Director (a)    | Teatro | Notas |
| ---- | ------------------- | ------------- | --------------- | ------ | ----- |
| 2011 | Nana                | Conde Muffat  | David Myles     | WAAPA  | -     |
| 2011 | The Laramie Project | Aaron/Russell | Craig Illot     | WAAPA  | -     |
| 2011 | Anna Karenina       | Karenin       | Chris Edmund    | WAAPA  | -     |
| 2010 | The Kid             | Donald        | Marisa Garreffa | WAAPA  | -     |
| -    | Cloudstreet         | -             | -               | -      | -     |